# Ballinger
Ballinger és una població dels Estats Units a l'estat de Texas. Segons el cens del 2000 tenia 4.243 habitants.

## Demografia
Segons el cens del 2000, Ballinger tenia 4.243 habitants, 1.578 habitatges, i 1.093 famílies. La densitat de població era de 489 habitants/km².
Dels 1.578 habitatges en un 33,1% hi vivien nens de menys de 18 anys, en un 53% hi vivien parelles casades, en un 11,6% dones solteres, i en un 30,7% no eren unitats familiars. En el 28,6% dels habitatges hi vivien persones soles el 17,1% de les quals corresponia a persones de 65 anys o més que vivien soles. El nombre mitjà de persones vivint en cada habitatge era de 2,53 i el nombre mitjà de persones que vivien en cada família era de 3,1.
Per edats la població es repartia de la següent manera: un 26,9% tenia menys de 18 anys, un 6,4% entre 18 i 24, un 25,5% entre 25 i 44, un 21% de 45 a 60 i un 20,2% 65 anys o més.
L'edat mediana era de 38 anys. Per cada 100 dones de 18 o més anys hi havia 80,9 homes.
La renda mediana per habitatge era de 26.129 $ i la renda mediana per família de 31.393 $. Els homes tenien una renda mediana de 24.207 $ mentre que les dones 18.951 $. La renda per capita de la població era d'11.917 $. Aproximadament el 14,3% de les famílies i el 17,2% de la població estaven per davall del llindar de pobresa.

## Poblacions més properes
El següent diagrama mostra les poblacions més properes.